# Phidippus audax
Phidippus audax là một loài nhện trong họ Salticidae.
Loài này thuộc chi Phidippus. Phidippus audax được Nicholas Marcellus Hentz miêu tả năm 1845. Con trưởng thành dài từ 13–20 mm. Loài nhện này có thể nhảy cao gấp 50 lần kích thước của nó bằng cách tăng đột ngột huyết áp ở cặp chân thứ 3 và thứ 4.

## Hình ảnh

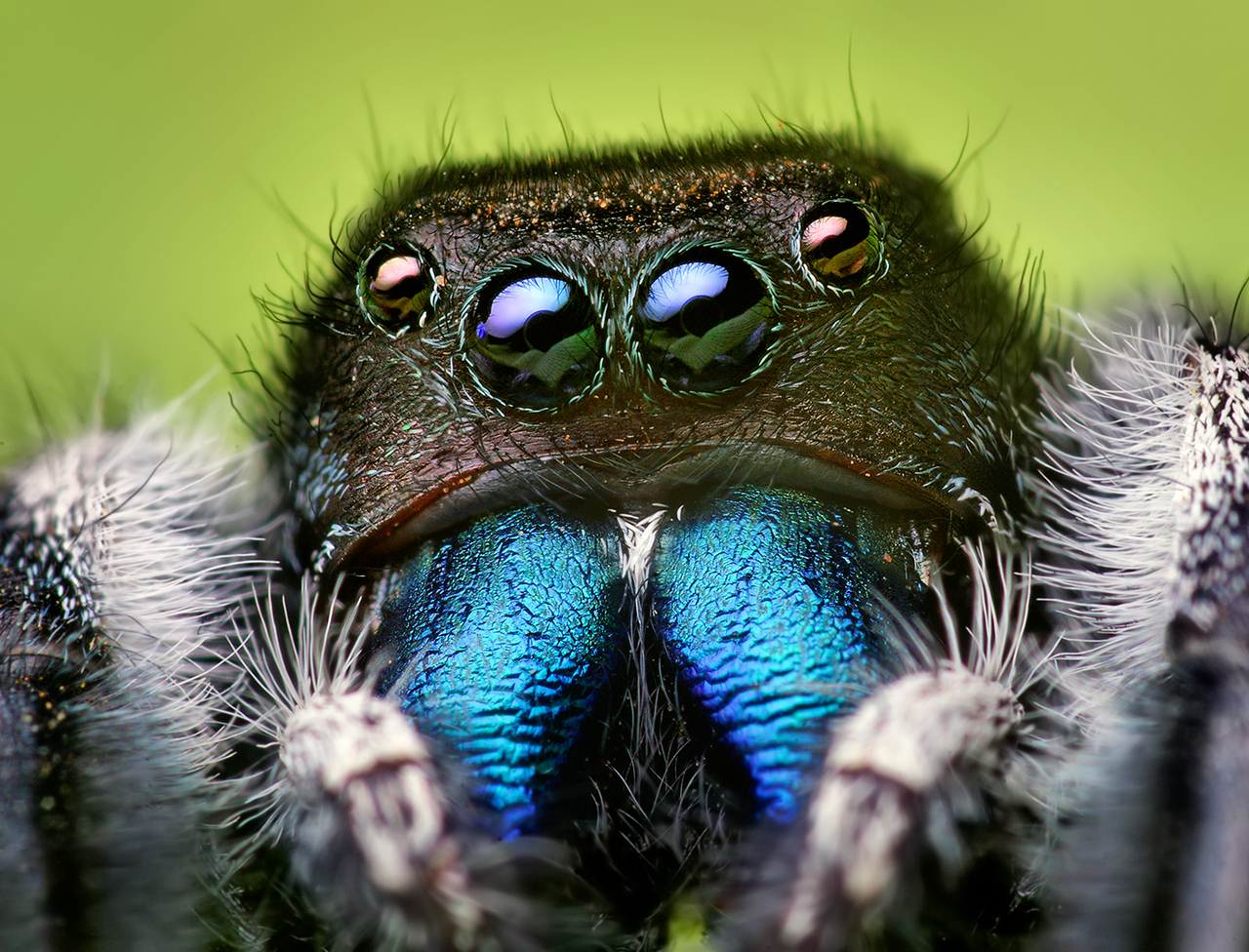
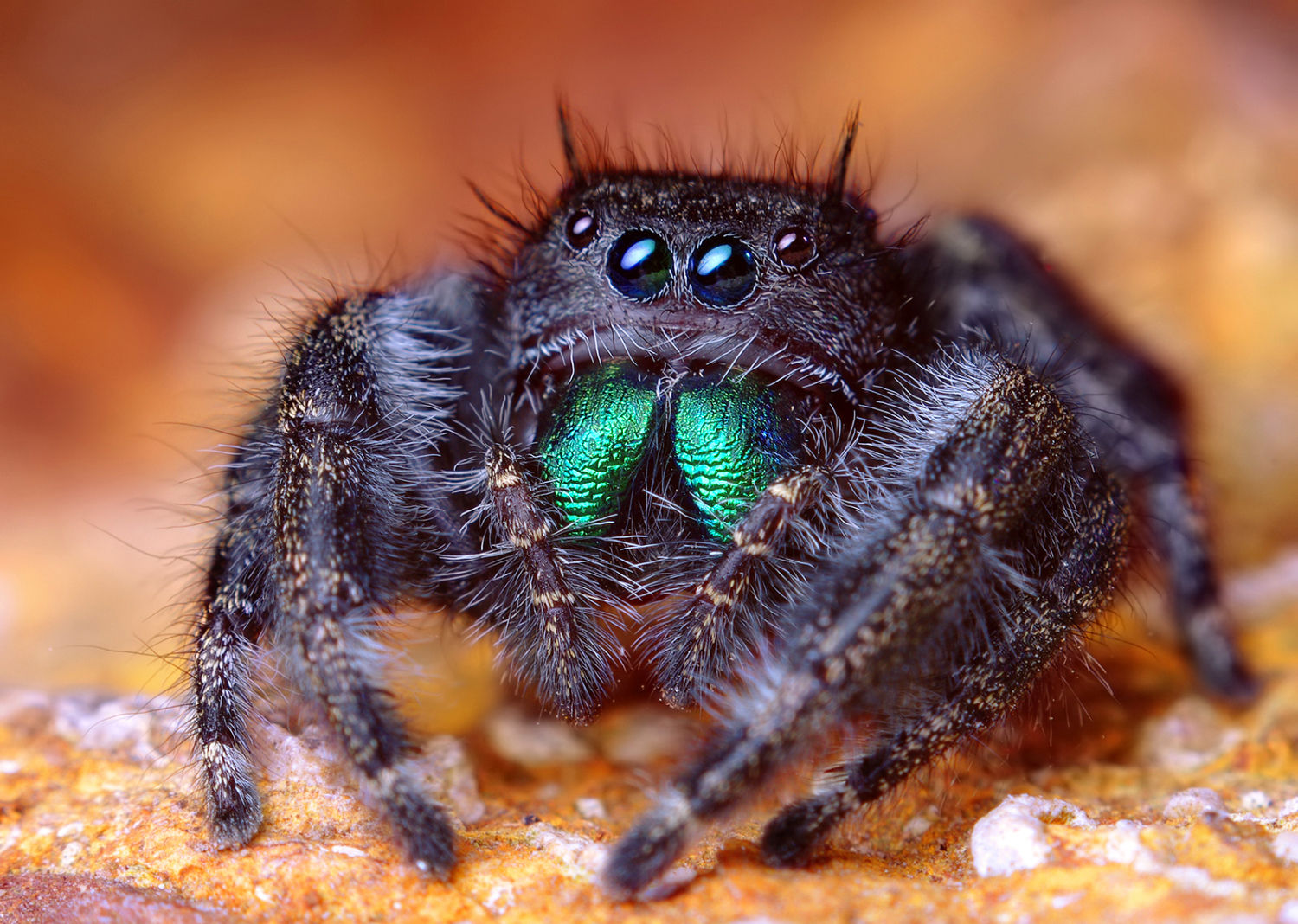
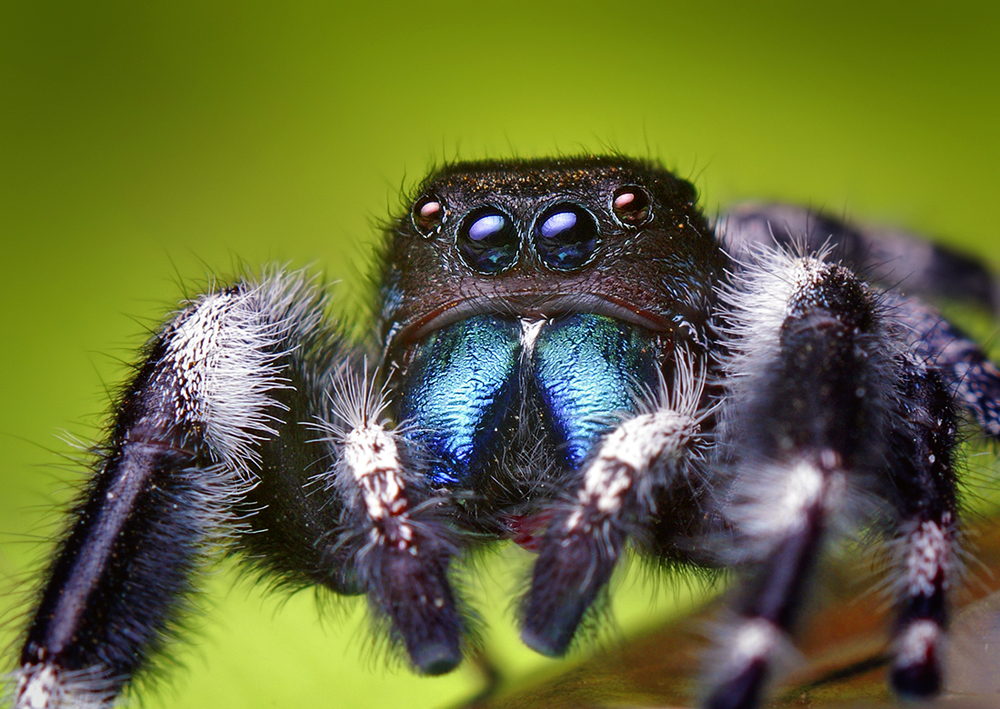
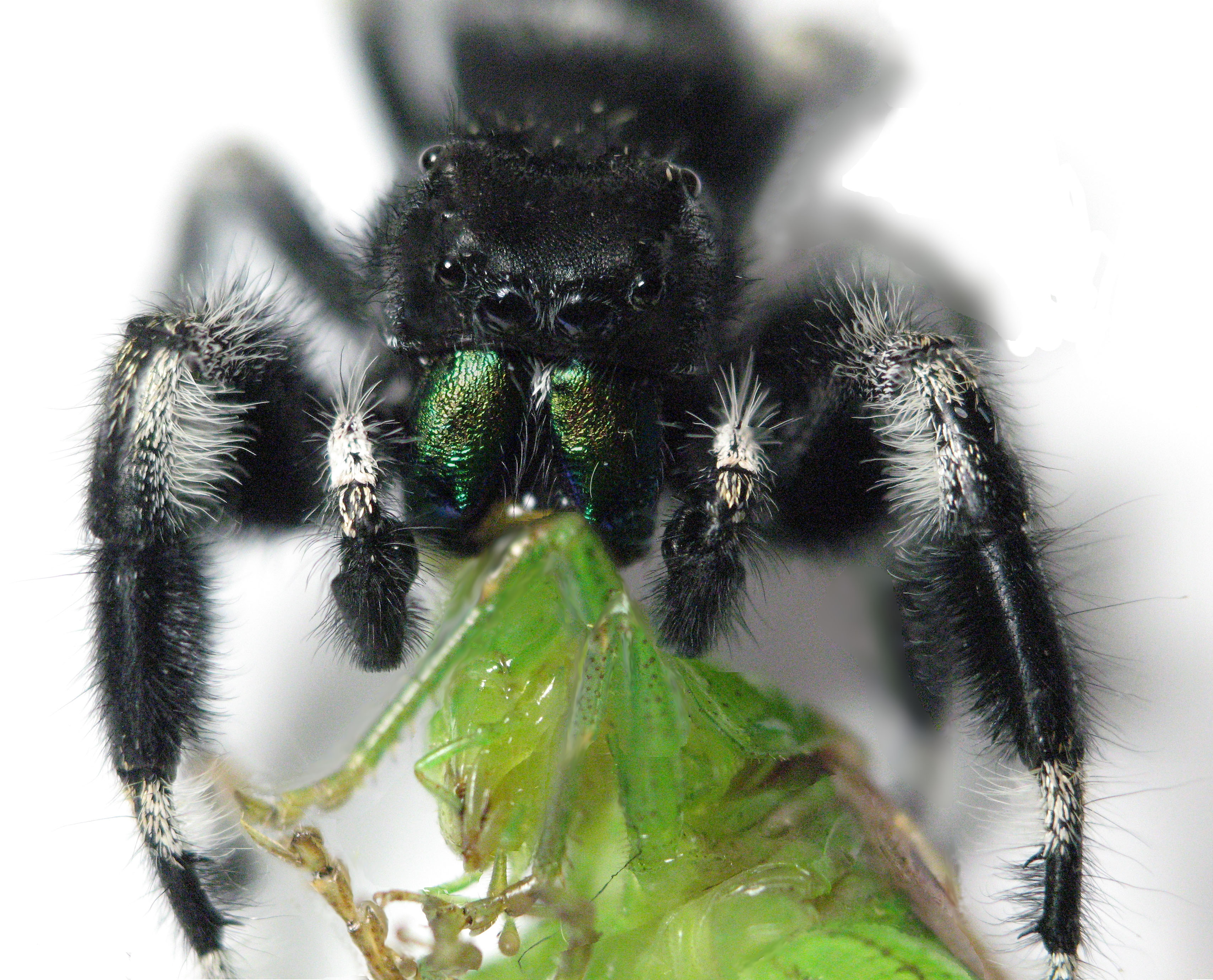